# Sribit (Sidoharjo)
Sribit is een bestuurslaag in het regentschap Sragen van de provincie Midden-Java, Indonesië. Sribit telt 2254 inwoners (volkstelling 2010).